# Lagoa dos Quadros
Lagoa dos Quadros är en lagun i Brasilien.   Den ligger i delstaten Rio Grande do Sul, i den södra delen av landet, 1 600 km söder om huvudstaden Brasília. Lagoa dos Quadros ligger 1 meter över havet. Arean är 118 kvadratkilometer. Den sträcker sig 14,8 kilometer i nord-sydlig riktning, och 12,1 kilometer i öst-västlig riktning.
Runt Lagoa dos Quadros är det tätbefolkat, med 308 invånare per kvadratkilometer.